# VSL Corporation Division Transport
 (janvier 2021).
L'entreprise suisse VSL est un groupe international spécialisé dans la précontrainte et les activités connexes en construction. Depuis 1991, elle fait partie du groupe Bouygues. Sa filiale VSL Corporation, située à Los Gatos, via sa Transit Division, a développé et installé des navettes de transport public monorail à câble ou automoteur sur plusieurs sites. VSL Corporation se désengagea en 1996 de son activité transport.

## Les technologies
Trois systèmes de transport furent proposés par VSL Corporation Transit : le Metro-Shuttle 6000 avec ses deux variantes le véhicule posé sur rail et le monorail suspendu, le monorail/minirail.
Le principe du Metro-Shuttle 6000 est celui du téléphérique bicâble à va-et-vient et peut soit être posé sur un seul rail surélevé, soit être suspendu à ce rail. Il s'agit donc d'un monorail à câble. Ce système a été imaginé par la société VSL à la fin des années 1960 pour répondre à la nécessité de disposer d'un moyen de communication à grande capacité pour les transports d'un point à un autre sur une courte distance.

## Les réalisations de la Transit Division
VSL Corporation compte à son actif l'installation de huit navettes automatiques.
- (1982) Memphis Metro Shuttle 6000 (Mud Island Monorail) pour la ville de Memphis
- (1981) Las Vegas Phase I Metro Shuttle 6000 pour les hôtels Circus-Circus / navette démantelée
- (1985) Las Vegas Phase II Metro Shuttle 6000  pour les hôtels Circus-Circus / navette démantelée
- (1985) Reno Metro Shuttle pour les hôtels Circus-Circus à Reno[1]
- (1988) People Mover Hyatt Regency Waikoloa pour le Hyatt Regency Waikoloa Hôtel
- (1989) Dallas Zoo monorail (minirail) pour le zoo de Dallas
- (1990) Primadonna Resort Monorail pour Primadonna Corporation à Primm, suite du projet avec Unitrak
- (1993) Las Vegas Mirage-Treasure Island System, pour MGM Resorts, navette rénovée en 2019[2]

### Le monorail de Mud Island (Memphis)

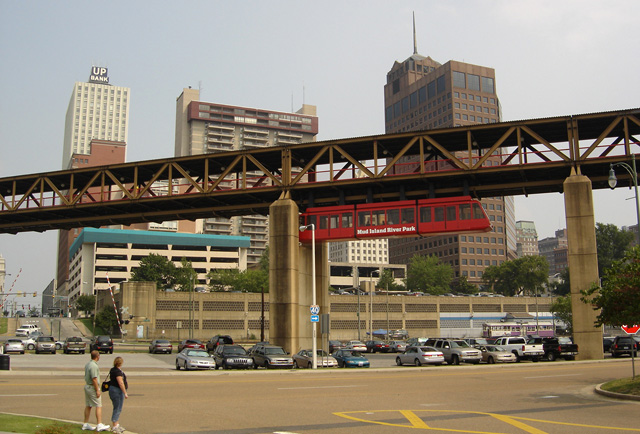
Le monorail suspendu de Mud Island

Le Memphis Suspension Railway ou Mud Island Monorail est un monorail suspendu qui relie le centre-ville de Memphis au parc de loisirs de Mud Island.
En 1978, VSL Corporation a signé un contrat de 3,5 millions de dollars avec la ville de Memphis pour l'installation d'un transport public utilisant la conception Metro-Shuttle 6000.
Le monorail est situé sous une passerelle au-dessus de la lagune de la rivière Wolf au confluent du Mississippi reliant la pointe sud de l'île. La ligne est équipée de deux véhicules suspendus construits en Suisse, livrés à l'été 1981. Le pont de 518 m est ouvert aux piétons le 29 juin 1981, mais le monorail n'a été opérationnel qu'en juillet 1982. Les véhicules, sans moteur interne, sont entraînés par un câble externe de 1 067 m. Les deux voitures font la navette simultanément dans les deux sens sur des voies parallèles entre le terminal Front Street du côté du centre-ville et le terminal Mud Island. Chaque voiture a une capacité maximale de 180 passagers et se déplace à 11,3 km/h.

### Metro-Shuttle de Reno (hôtels Circus-Circus)
Achevé à l'été 1985, le Metro-Shuttle 6000 à Reno est le deuxième système de transport en commun conçu et construit par VSL Corporation pour Circus-Circus Enterprises, Inc. Comme le premier système Circus-Circus, construit en 1981 à Las Vegas, celui de Reno a été conçu pour relier l'hôtel / casino existant à une nouvelle tour d'hôtel construite non loin de là. L'installation conçue est un système de navette de type double composé fonctionnant chacun de manière indépendante sur sa voie de guidage. Les systèmes fonctionnent de manière synchronisée, c'est-à-dire qu'un véhicule quitte son terminal, à l'opposé. Cette séquence se répète environ toutes les deux minutes pour un transport coordonné de passagers entre les terminaux. Chaque voie est équipée d'un véhicule de 25 passagers, une des voies fait 213 m. et l'autre 140 m. seulement.

### Hyatt Regency (Hilton) Waikoloa People Mover
La navette de l'hôtel Hyatt Regency (aujourd'hui Hilton) est en service depuis septembre 1988. Le train, qui peut embarquer 90 passagers, part du hall de l'hôtel va jusqu'aux limites extérieures de la propriété. La navette est équipée de deux trains de cinq voitures sur pneu qui circulent chacune sur sa voie.

### Le monorail du zoo de Dallas
En 1985, la ville de Dallas lança un appel d'offres pour la réalisation d'un monorail dans le zoo municipal. Ce fut VSL Corporation qui réalisa le projet avec un minirail. La ligne surélevée en boucle de 2 km de long simple voie sera mise en service en mai 1989. Elle est desservie par trois trains de treize petits véhicules. Chaque véhicule dispose de huit places assises sauf le véhicule de tête qui n'en possède que quatre, la capacité du train est donc de 100 personnes[source insuffisante].

### Primadonna Resort Monorail
Le hôtel/casino Primadonna est situé à environ 72 km. au sud de Las Vegas le long de l'Interstate-15 dans la ville de Primm (anciennement State Line) sur la frontière entre le Nevada et la Californie. Le système Metro Shuttle 6000, automatique, a été ouvert en 1990 pour connecter deux hôtel/casinos espacés de 540 m. situés des deux côtés de l'Interstate.
Une conception de voie unique, sans contournement, a été utilisé. Les roues de support des véhicules courent sur le dessus des parois latérales, les roues de guidage du véhicule sont situées directement sous la surface de roulement et exerce une pression loin de l'axe du véhicule, vers les parois intérieures de la voie de guidage. Le câble de traction et les poulies sont situés à l'intérieur du canal formé par les murs. Contrairement aux systèmes de câbles précédents construits par VSL, le système Primadonna dispose d'un rail d'alimentation, qui fournit de l'énergie pour la climatisation à bord.
Un seul train, avec une capacité de 60 passagers, donnant une capacité horaire de 550 passagers avec une fréquence de 105 secondes, fonctionnait à l'origine.
Après l'abandon par VSL de ses activités transport, un véhicule d'un autre type, Unitrak, est venu renforcer la capacité du système pour la phase II en 1998.